# Ластовецький Ярослав Миколайович
Ярослав Миколайович Ластовецький (нар. 1 серпня 1971 р.) - український режисер, сценарист, актор.

## Біографія
Ярослав Миколайович Ластовецький народився в сім'ї українського театрального актора, народного артиста України Миколи Миколайовича Ластовецького та актриси Алли Федорівни Ластовецької. До 9-го класу навчався в Сумській середній загальноосвітній школі № 4, а в 9-му класі перейшов до Сумської середньої загальноосвітньої школи № 1, яку закінчив у 1988 р.
У 1989 р. Ярослав Миколайович вступив на акторський факультет Харківського державного інституту мистецтв ім. І. П. Котляревського, де провчився до 1993 р. Мріяв стати театральним режисером, але по закінченні інституту повернувся в Суми, де два сезони працював актором у Сумському театрі драми та музичної комедії ім. М. С. Щепкіна.
З 1995 р. по 2000 р. Я. М. Ластовецький вчиться на факультеті театральної режисури у Київському державному інституті театрального мистецтва ім. І.К. Карпенка-Карого (курс проф. Судьїна В.М.). У цей період він створює музичну виставу за мотивами творів О. Олеся «Ніч на полонині» у Сумському театрі драми та музичної комедії ім. М. С. Щепкіна (1999 р.) та різдвяну оперу «Амаль і нічні гості» Дж.-К. Менотті у Національному оперному театрі ім. Т. Г. Шевченка (2000 р.). Дипломною роботою Я. Ластовецького стала постановка мюзиклу Л. Бернстайна «Вестсайдська історія» у співпраці з продюсерським центром «Музика світу» та Київським академічним театром оперети (2000 р.).
У 2000 р. Ярослав Миколайович починає працювати постановником у художньому департаменті на Кіностудії імені Олександра Довженка. З цього часу починається його творче життя у сфері кіновиробництва. Своїм кінорежисерським досвідом він завдячує режисерам Р. Балаяну, В. Попкову, В. Криштофовичу, С. Маслобойщикову, О. Пархоменку; операторам П. Небері, Б. Вержбицькому; художниці І. Биченковій.
Я. Ластовецький захоплюється фільмами Чарлі Чапліна та Ґая Річі. Надає перевагу таким жанрам, як трилери та фільми жахів. Улюблені кінострічки: «Увесь цей джаз», «Трансформери» та сага «Зоряні війни».

## Фільмографія
- 2002 — "Право на захист" — актор
- 2003 — "Леді Мер" — актор
- 2004 — "Я тебе люблю" — актор
- 2005 — "Золоті хлопці" — актор
- 2005 — "Новий російський романс" — актор
- 2006 — "Богдан-Зиновій Хмельницький" — актор
- 2006 — "Золоті хлопці-2" — актор
- 2010 р. — т/с «Здрастуй, мамо!» — режисер-постановник. Номінація «За найкращу режисуру» на премію «Телетріумф».
- 2011 — "Повернення Мухтара-7" — актор
- 2012—2015 рр. — т/с «Самооборона», т/с «Слідчі», т/с «Лабораторія кохання», т/с «Слідство веде прокуратура», т/с «Телефон довіри» — режисер-постановник, сценарист.
- 2015 р. — т/с «Код Костянтина» — режисер-постановник, сценарист.
- 2017 р. — т/с «Речдок» — сценарист.
- 2016—2020 рр. — т/с «Реальна містика» — режисер-постановник, сценарист; т/с «Філін» — сценарист.